# 臺灣文藝協會
臺灣文藝協會，是臺灣日治時期居住在台北的台灣作家所組織的文藝團體，先後發行《第一線》與《先發部隊》，雖然該協會與雜誌的壽命存在時間極短，但是在凝聚台灣人作家的向心力方面，有相當重要的地位，因為該協會與另一個留日學團體「台灣藝術研究會」成員，後來幾乎成為「台灣文藝聯盟」的成員。該會存在時間是1933年10月到1935年1月。

## 成立時間、地點、宗旨
該協會在1933年10月25日於台北江山樓成立。成立宗旨大致有二，一是「以有關心台灣文藝並能夠為台灣文藝進展上努力的有志(指同志)而組織，以自由主義為會的存在精神」，一則是「謀台灣文藝的健全的發達為目的」。特點在於結合左右派的文學團體，原因在於「大碰壁」而結合。

## 主要活動、刊物發行
成員有郭秋生(擔任幹事長)、廖漢臣(又名：廖毓文)、朱點人、林克夫、蔡德音、黃得時、王詩琅、陳君玉、李獻璋、吳逸生、黃啟瑞、黃湘頻、林月珠、徐瓊二等人。該團體的機關雜誌是《先發部隊》，1934年7月15日發行，是中國白話文的刊物，沒有刊載日文作品，但迫於台灣總督府的要求，後來不得不接受一部分日文作品，而在1935年1月6日改名為《第一線》發行。機關雜誌《先發部隊》與《第一線》都由廖漢臣主編。該文藝團體與其機關雜誌都壽命不長，先發部隊與第一線都只有發行一期。由於協會成員後來幾乎都加入了台灣文藝聯盟，成為《台灣文藝》的同仁，因此機關雜誌的發行與協會活動遂告結束。

## 歷史定位
在刊物方面，兩者都以白話文創作，對當時已經萎靡不振的台灣文學，注入新血。《先發部隊》有兩個專輯比較重要，一是「台灣新文學出路的探究」專輯，一是「台灣民間故事特輯」。前者由黃石輝、周定山、賴慶、宋愚、朱點人、陳君玉、廖漢臣、郭秋生分別執筆，而後者則是由廖漢臣、黃瓊華、一騎、一吼、沫兒、李獻璋、一平、描文、陳錦榮、蔡德音等人分別執筆。至於協會方面，學者黃得時先生認為：沒有「台灣藝術研究會」與「台灣文藝協會」的兩個團體出現，也許不能產生後出的「台灣文藝聯盟」。

## 刊物收藏
使用「全國圖書資訊網」查詢，到2011年10月10日為止，各大專院校的圖書館以及公立圖書館的原件收藏情況並不明朗，微縮資料的收藏情況也是如此。至於復刻本收藏方面，國立台中圖書館、國立台灣師範大學圖書館均有收藏 東方文化書局在1981年出版的《先發部隊》及《第一線》復刻本。

## 相關研究

### 博碩士論文
使用「台灣博碩士論文知識加值系統」查詢，到2011年10月10日為止，還沒有一本博碩士論文專門以該雜誌為主要的研究對象，目前有一本碩士論文是在談論台灣日治時期外來思潮的譯介，論文是以那些主要發行在台灣本島或是以台灣人為活動主體的11種文學雜誌作為檢視的對象，而《先發部隊》與《第一線》是其中兩種。
鄧慧恩，〈日據時期外來思潮的譯介研究：以賴和、楊逵、張我軍為中心〉，清華大學台灣文學所碩士論文，2006年。

### 論文集、期刊上的論文
使用「台灣文史哲論文集篇目索引系統」與「台灣期刊論文索引系統」查詢，到2011年10月17日為止，已經有以下這些與該協會及其機關刊物有關的論文：
- 朱惠足，〈尋求新文學出路--《先發部隊》簡介〉，2011年2月《文訊》。
- 朱惠足，〈提倡文藝大眾化--《第一線》簡介〉，2011年2月《文訊》。
- 彭衍惠，〈日治時期(1895~1945)日文臺灣民間故事集重要性試論--以漢族為主 〉，2008年6月《台灣文學學報》。
- 星名宏修/作，莫素微/譯，〈從一九三○年代之貧困描寫閱讀複數的現代性〉，2007年6月《台灣文學學報》。
- 黃惠禎，〈承先與啟後：楊逵與戰後初期臺灣文學系譜〉，2006年6月《台灣文學學報》。
- 崔末順，〈日據時期台灣左翼文學運動的形成與發展〉，2005年12月《台灣文學學報》。
- 張恆豪，〈走在先發部隊第一線的文化先鋒--廖漢臣〉，2000年11月《台北畫刊》。
- 陳芳明，〈臺灣新文學史(5)--三０年代的文學社團與作家風格〉，2000年2月《聯合文學》。
- 彭衍綸，〈淺論臺灣民間故事發展概況〉，1998年12月《國立中央圖書館台灣分館館刊》。
- 吳興文，〈光復前臺灣出版事業概述〉，1997年12月《出版界》。
- 陳昭瑛，〈論臺灣的本土化運動: 一個文化史的考察〉，1995年2月《中外文學》。
- 松永正義/文、柳書琴/譯，〈臺灣的文學活動〉，1993年7月《當代》。
- 傅博，〈日據時期臺灣新文學的評價問題〉，1987年2月《文星》。

## 相關詞條
- 機關刊物是：先發部隊、第一線。
- 協會成員有：郭秋生、廖漢臣、朱點人、林克夫、蔡德音、黃得時、王詩琅、陳君玉、李獻璋等人士。
- 與之相關的文藝團體：「台灣藝術研究會」(發行《福爾摩沙 (雜誌)》、「台灣文藝聯盟」(發行《台灣文藝》)

## 外部連結
- 先發部隊封面[永久]